# Gare de Saint-Étienne-La Terrasse
Gare de Saint-Étienne-La Terrasse – przystanek kolejowy w Saint-Étienne, w departamencie Loara, w regionie Owernia-Rodan-Alpy, we Francji.
Jest przystankiem kolejowym Société nationale des chemins de fer français (SNCF), obsługiwanym przez pociągi TER Rhône-Alpes.